# Mitsu Dan
Danmitsu (壇蜜, Danmitsu), née le 3 décembre 1980, de son vrai nom Shizuka Saitō (齋藤 支靜加, Saitō Shizuka), est une actrice, une écrivaine et mannequin japonaise.
Elle est très connue pour son rôle dans le thriller érotico-masochiste Watashi no Dorei ni Narinasai de 2012.

## Éléments biographiques
Mitsu Dan est née le 3 décembre 1980 dans la préfecture d'Akita, au Japon. Après avoir effectué des études à l'université féminine de Showa, elle travaille dans un salon funéraire, tente sans succès de créer une boutique de bonbons et travaille comme hôtesse dans un club de Ginza avant de devenir mannequin en 2010.
Mitsu Dan se fait connaître comme actrice pour son rôle dans un thriller érotique à thème BDSM Watashi no Dorei ni Narinasai (traduit en anglais sous le titre Be My Slave) sorti en 2012. L'année suivante, elle joue le rôle principal dans le thriller érotique Amai Muchi (甘い鞭, Sweet Whip), réalisé par Takashi Ishii. Lors de la 37e cérémonie du Japan Academy Prize, Dan est reconnue comme la révélation de l'année pour sa performance dans Amai Muchi. Au cours des années suivantes, elle apparaît dans de nombreuses séries télévisées, émissions de variétés, films et campagnes publicitaires.
Mitsu Dan écrit également des livres dans de nombreux genres, notamment un livre autobiographique Mitsu no aji (蜜の味, Un goût de miel), des livres de conseils comme Erosu no osahō (エロスのお作法, Les règles de l'amour) et Dōshiyō (どうしよう, Qu'est-ce que je dois faire ? ), et un recueil d'essais sur la nourriture Tabetai no (たべたいの, Je veux manger),,. Elle fait ses débuts dans la fiction en 2016 avec une histoire publiée dans le magazine littéraire Bungeishunjū Ooru Yomimono (オール読物, Toutes les lectures). Depuis avril 2017, elle rédige une chronique mensuelle de conseils pour Otokemachi, une publication en ligne du Yomiuri shinbun. En mars 2018, sa nouvelle Takumiharahara (タクミハラハラ) est publiée là encore dans un magazine littéraire.

## Filmographie

### Films
- 2012 : Watashi no Dorei ni Narinasai
- 2013 : Amai Muchi
- 2013 : Taishibōkei Tanita Shain Shokudō
- 2013 : Figure na Anata
- 2014 : Chikyū Bōei Mibōjin
- 2014 : Sanbun no Ichi

### Télévision
- 2012 : Tokumei Tantei
- 2013 : Otenki Onee-san
- 2013 : Hanzawa Naoki
- 2014 : Hanako to An
- 2014 : Coffee-ya no Hitobito
- 2014 : Black President
- 2014 : Arasa-chan Mushūsei
- 2014 : Ore no Dandyism

## Principales publications
- 蜜の味 (Mitsu no aji), Shōgakukan, 2013,  (ISBN 9784093637350)
- エロスのお作法 (Erosu no osahō), Daiwashobō, 2013,  (ISBN 9784479771845)
- どうしよう (Dōshiyō), Magajinhausu, 2016,  (ISBN 9784838728329)
- たべたいの (Tabetai no), Shinchosha, 2017,  (ISBN 9784106107412)